# Giovanni da Raude
Giovanni da Raude, (Johannes de Raude) anche detto Giovanni de Rhaude o Giovanni da Rho, ricordato in seguito come Giovanni della Croce (fl. XI secolo), è stato un personaggio semileggendario dell'XI secolo, annoverato come vessillifero (portabandiera) dei crociati.
Fu il cardinale Pietro da Raude, morto sotto Papa Alessandro III, ad annunciare nelle terre milanesi la Prima Crociata, voluta da Papa Urbano II per liberare Gerusalemme dagli islamici; l'alto prelato reclutò quindi diversi giovani da Rho, suo borgo d'origine, e dalle terre limitrofe a Milano, tra questi vi era un certo Giovanni.
Nella data fatidica del 15 luglio 1099, fu secondo la leggenda proprio Giovanni da Rho a salire sulle mura della Città Santa, strappare il vessillo con la mezzaluna e issarvi al suo posto la bandiera con croce rossa in campo bianco dell'esercito cristiano.
Secondo Bernardo Corio scrittore del XVI secolo, fu proprio grazie a quel gesto che venne da lì in poi rinominato Giovanni della Croce. Anche lo storico Paolo Morigia (XVII secolo) afferma la rinominazione dell'"eroe", aggiungendovi che al suo ritorno fu ricoperto di fama e glorie, tanto che la famiglia da lui generata (i "della Croce"), divenne una delle più importanti tra le casate nobili milanesi, ancora celebre ai tempi del Morigia.
Giovanni de Raude è rappresentato su di una formella bronzea del portale del Duomo di Milano, intento a combattere sulle mura di Gerusalemme con la bandiera crociata in mano. A lui viene dedicato il Palio di Rho, che si svolge annualmente in ottobre.
Giovanni da Raude è raffigurato, sempre sventolante la bandiera crociata, nell'affresco del pronao della chiesa di San Vittore di Rho eseguito nel 1959 da Giovanni Maria Stoppani